# Mouvement Résistance
Le mouvement Résistance est une organisation française de résistance à l’Occupation allemande, fondée en août 1942 par le docteur Marcel Renet.

## Histoire
Fondé par Jacques Destrée, ce mouvement publie le journal clandestin Résistance. Le Nouveau Journal de Paris : 26 numéros paraissent entre octobre 1942 et août 1944 (un journal intitulé Résistance avait auparavant été publié par le réseau du musée de l'Homme mais avait disparu en 1941).
Le noyau de Résistance est le réseau Valmy, fondé en décembre 1940
, auquel se sont ajoutés des éléments politiques issus de partis progressistes (Frontisme, Jeune République, etc.).
À l'écoute des radios allemandes, anglaises ou russes et des nouvelles rapportées de ci de là, l'équipe du journal se tient informée de la situation internationale, et entre propagandes, non-dits et raisonnement, parvient à fournir une information de grande qualité : « Il se peut que la justesse de ces prévisions, dues à d'heureuses déductions, et si vite vérifiées par les événements, ait largement contribué au succès du journal dont bien des lecteurs ont pu croire l'équipe dans le secret des dieux ». D'abord imprimé par Jean de Rudder, à Montrouge, le journal atteindra un tirage de 100 000 exemplaires.
Une branche armée est constituée en 1943, sous l'impulsion de Marc Ogé, un officier de réserve, dont le quartier général est situé no 4 place du Louvre à Paris.
Certains membres du réseau sont déportés à Buchenwald, Mauthausen, Ravensbrück ou encore Dachau.
Le mouvement est officiellement homologué le 9 juillet 1945 et reconnu unité combattante le 30 juillet 1952 par un arrêté du ministère de la Défense nationale.

## Membres éminents
- Marcel Renet (dit « Jacques Destrée »)
- Maurice Lacroix (qui signe Jean Decour), professeur en khâgne à Henri IV.
- Yvette Gouineau (ancienne élève de Maurice Lacroix, qui signe un ouvrage historique consacré au mouvement sous le nom de Françoise Bruneau)
- Jean Doinel, né en 1911 à Orléans, déporté à Buchenwald, maire de Brunoy de 1945 à 1947, mort en 2002 à Quincy-sous-Sénart
- Christiane Desroches Noblecourt
- Henri Féréol